# Wasserburg Friedewald (Hessen)
Die Ruine der Wasserburg Friedewald liegt in der Gemeinde Friedewald, im östlichen Landkreis Hersfeld-Rotenburg in Hessen.

## Lage
Die Wasserburg grenzt südlich an den alten Dorfkern in Friedewald und liegt auf einer Höhe von 380 m ü. NHN. Nur wenige Meter südlich der Burg, steigt das Gelände zum Dreienberg (525 m ü. NHN) an.

## Geschichte

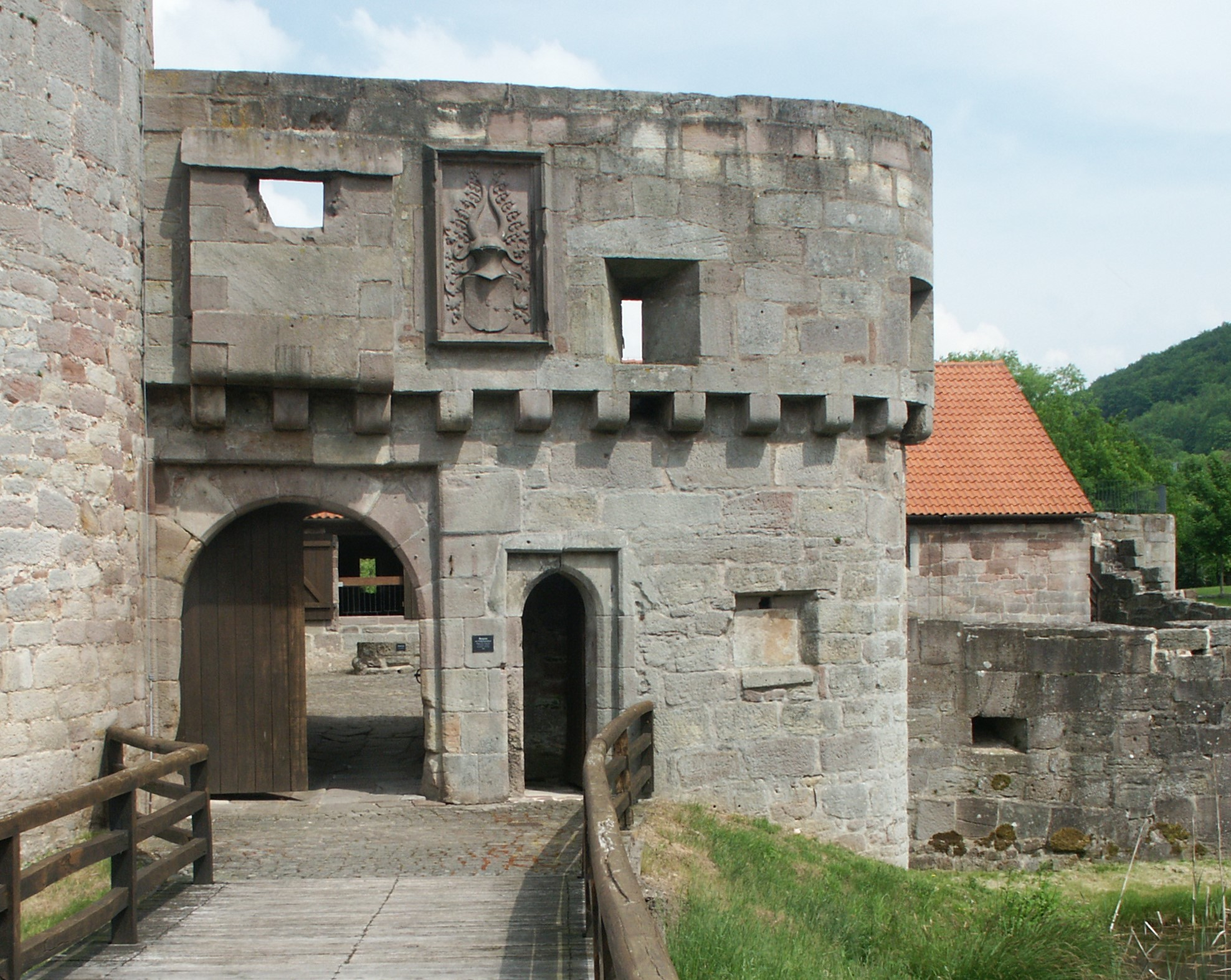
Torbau der Wasserburg

Friedewald lag an einem Kreuzungspunkt von zwei Altstraßen, zum einen die Geleitstraße durch die Kurzen Hessen zwischen Frankfurt und Leipzig und zum anderen eine Handelsstraße zwischen Bremen und Nürnberg. Man vermutet daher eine schon frühe Besiedlung des Burggeländes. Bei Ausgrabungen im Burghof fand man 1983, in einer Brandschicht, eine Scherbe. Diese wird dem 11. oder 12. Jahrhundert zugeordnet. Dabei wurde auch das erste Steingebäude, dessen Grundmauern man im heutigen Burghof fand, entdeckt. Es wird auf das 13. oder 14. Jahrhundert datiert.

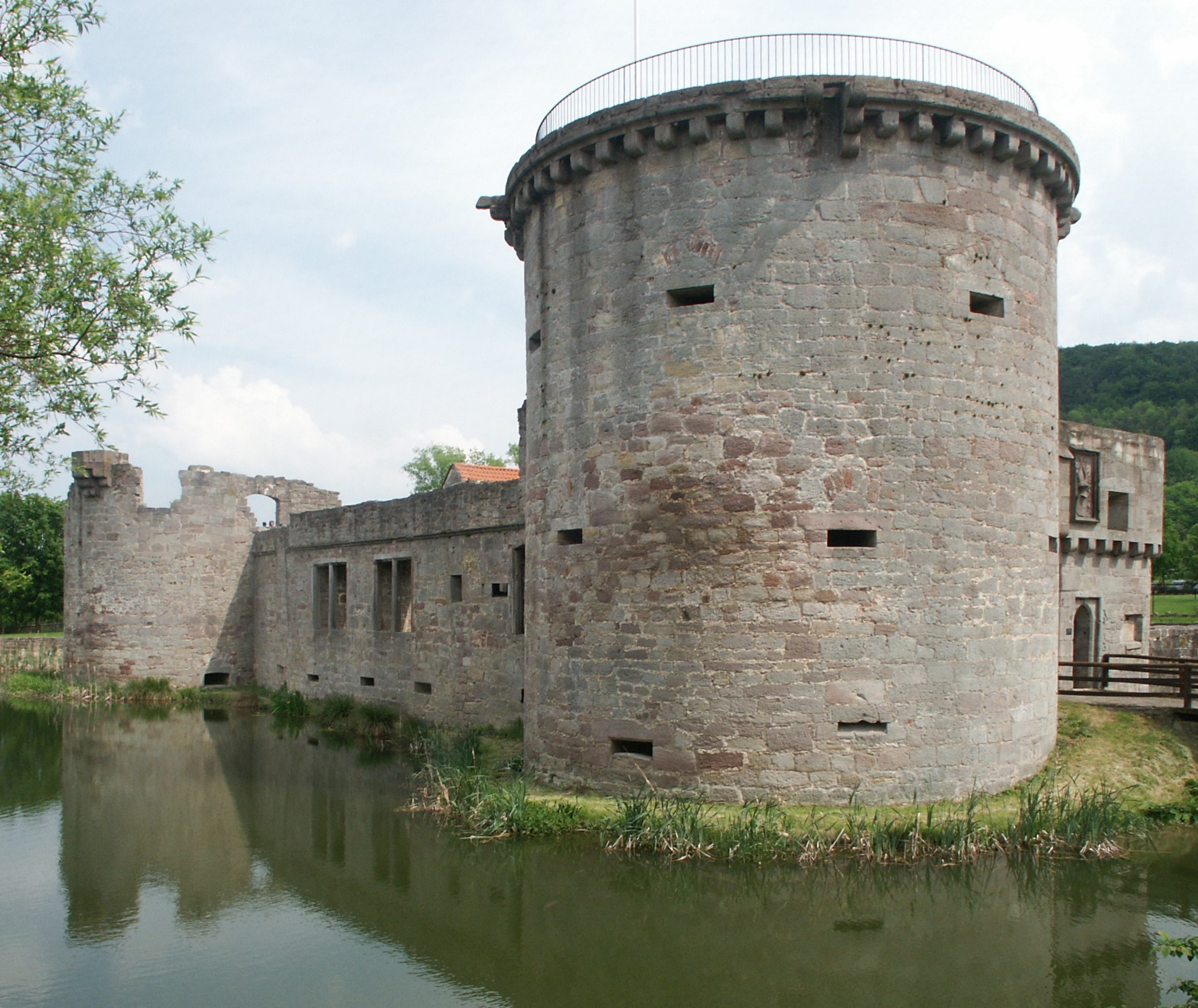
Dicker Turm und die Nordseite der Wasserburg

Das Gebiet gehörte spätestens im 10. Jahrhundert zur Abtei Hersfeld. Das oben erwähnte Steingebäude gehörte vermutlich zu einer wenig befestigten Abtsburg. Im Jahre 1302 wurde das Amt Friedewald das erste Mal erwähnt, als der Abt den Ort als Lehen an die hessischen Landgrafen vergab. Schon 1306 erhielten die Landgrafen das Geleitrecht auf der Straße durch die Kurzen Hessen. Das Amt um die Burg entwickelte sich in diesem Jahrhundert zu einer hessischen Enklave in hersfeldischem Gebiet. Im Jahre 1392 diente die Burg den Landgrafen als Verwaltungssitz und Jagdschloss.
1476 erwarb der Landgraf Heinrich III. von Hessen-Marburg die Besitzanteile der Herren von Milnrode. Die Wasserburg wurde daraufhin durch den landgräflichen Baumeister Hans Jakob von Ettlingen umgebaut. Von ihm stammt die noch heute erkennbare, damals gebräuchliche Bauart der Burg. Es war eine Übergangsform zwischen der Bauform des Hochmittelalters mit einem hohen (zentralen) Turm (Bergfried) und der Bauform des Spätmittelalters einer Bastion mit quadratischer Grundform und vier niedrigen, aber stark befestigten Ecktürmen. Der „Dicke Turm“ hatte vier Stockwerke, und die Dächer aller vier Türme waren mit hohen Spitzhelm und Erkertürmchen ausgeführt. Ein vergleichbarer Turm, der noch heute steht und auch von Ettlingen gebaut wurde, ist der Junker-Hansen-Turm in Neustadt.
Nachdem der Landgraf 1489 die Anteile der Herren von Altenburg kaufte und dieser damit Alleinbesitzer der Burg wurde, begannen die Umbauarbeiten in der Vorburg, die bis etwa 1500 andauerten. Auch diese Umbaumaßnahmen wurden von Ettlingen durchgeführt. Ettlingen baute auch die Burgen Hauneck und Herzberg neu, zudem baute er die Burgen Schweinsberg, Marburg und Neustadt teilweise neu.

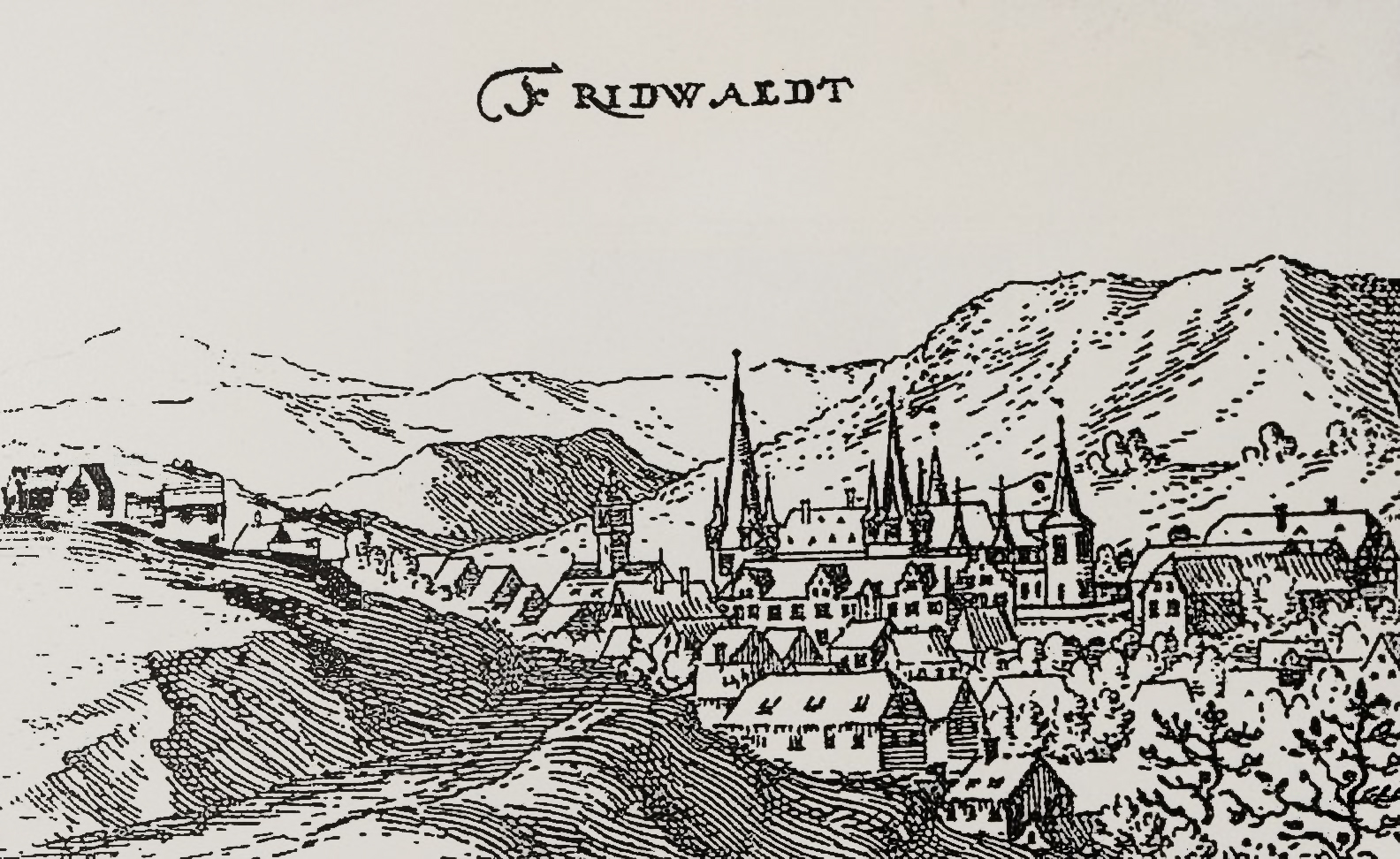
Burg Friedewald im Jahr 1605, Federzeichnung von Wilhelm Dilich

Im Jahr 1551 fand hier eine Fürstenversammlung statt, die die Befreiung von Landgraf Philipp I. zum Ziel hatte. Philipp war zu dieser Zeit Gefangener des deutschen Kaisers Karl V. Im ausgehenden 16. Jahrhundert war eine starke Befestigung an diesem Ort nicht mehr notwendig (u. a. wegen der sinkenden Bedeutung der oben genannten Altstraße). Landgraf Wilhelm IV. ließ daher ab 1580 die Wasserburg und Moritz um 1600 die Vorburg schlossartig ausbauen. Die Vorburg war ein Dreiflügelbau (Wirtschaftsgebäude), der sich zur Wasserburg hin öffnete. Außerhalb der Vorburg, im Süden, ließ Moritz noch das Senghaus mit Wildküche und der Wohnung des Jägers errichten.
Zwischen der Vorburg und der Wasserburg öffnete sich der Schlosshof mit einem Dreischalenbrunnen von 1605. Der Brunnen wird dem Kassler Hofbildhauer Wilhelm Vernuken zugeschrieben. Dieser Brunnen steht noch heute und wurde im Jahr 1968 wieder in Betrieb genommen. Er findet sich auch auf dem Wappen von Friedewald wieder.
Im Dreißigjährigen Krieg wurde die Burg durch wechselnde Besetzer erobert. Im Siebenjährigen Krieg 1762 zerstörte General Stainville (franz. Armee) die Wasserburg. Sie wurde nicht mehr wiederaufgebaut, und die Vorburg diente als Amtssitz und Gerichtslokal. Bis in neuerer Zeit war hier auch das Forstamt.
Von der Vorburg steht noch der nördliche und südliche Marstall. Der südliche Flügel dient heute als Museum. Den westlichen Flügel bildet ein moderner Neubau, in dem ein Hotel untergebracht ist.
Bei der Besichtigung der Wasserburg kann der Dicke Turm bestiegen werden, von dem sich ein guter Überblick auf die gesamte Anlage und die weitere Umgebung bietet.